# ميخائيل نيلسون
ميخائيل نيلسون (بالإنجليزية: Michael Nelson)‏ (23 مارس 1980 بغيتسهيد في المملكة المتحدة - ) هو لاعب كرة قدم بريطاني في مركز الدفاع. لعب مع برادفورد سيتي وسكونثورب يونايتد وكامبريدج يونايتد ونادي بارنت ونادي بوري ونادي كيلمارنوك ونادي هارتلبول يونايتد ونادي هيبرنيان ونورويتش سيتي وليك تاون ‏ وبيشوب أوكلاند ‏ وسبنيمور يونايتد ‏.

## وصلات خارجية
- ميخائيل نيلسون على موقع قاعدة بيانات كرة القدم.إي يو (الإنجليزية)
- ميخائيل نيلسون على موقع Soccerbase.com (لاعب) (الإنجليزية)
- ميخائيل نيلسون على موقع Soccerway.com (الإنجليزية)